# Netsplit
Netsplit inträffar när de anslutna servrarna i ett större IRC-nätverk tappar kontakten med varandra. För irc-klienterna upplevs det som att en eller flera deltagare i kanalerna samtidigt försvinner om man befinner sig på olika sidor av de servrar som tappar kontakten. Detta kan i vissa irc-nät (beroende på konfiguration) leda till en konflikt vem som är operatör och därmed kontrollerar kanalen när servrarna åter knyts samman.